# Liste der denkmalgeschützten Objekte in Bergheim (Flachgau)
Die Liste der denkmalgeschützten Objekte in Bergheim enthält die 9 denkmalgeschützten, unbeweglichen Objekte der Gemeinde Bergheim im Bezirk Salzburg-Umgebung.

## Denkmäler
| Foto |                 | Denkmal                                                                                             | Standort                                    | Beschreibung | Metadaten |
| ---- | --------------- | --------------------------------------------------------------------------------------------------- | ------------------------------------------- | --- | --- |
| ja   | Datei hochladen | Gesamtanlage Maria Sorg der St.-Petrus-Claver-Sodalität HERIS-ID: 110722 Objekt-ID: 128443          | Maria-Sorg-Straße 6 Standort KG: Bergheim I | Der Gebäudekomplex ist seit dem 16. Jahrhundert urkundlich belegt und stammt im Kern teilweise noch aus dem 17. Jahrhundert. Er wurde jedoch wiederholt umgebaut und erweitert, zuletzt nach der Übernahme durch die St.-Petrus-Claver-Sodalität Anfang des 20. Jahrhunderts. Das Hauptgebäude ist dreigeschoßig mit einem Eckturm im Nordwesten sowie einem Uhr- und Glockenturm im Südwesten. | BDA-Hist.: Q37820423 Status: § 2a Stand der BDA-Liste: 2025-06-30 Name: Anlage Maria Sorg der St. Petrus-Claver-Sodalität GstNr.: .118, .120/1 Maria Sorg                                                               |
| ja   | Datei hochladen | Pfarrhof, Dechantshof HERIS-ID: 15037 Objekt-ID: 11275                                              | Pfarrweg 3 Standort KG: Bergheim I          | → Hauptartikel : Pfarrkirche Bergheim#Dechanthof f1 | BDA-Hist.: Q63986538 Status: § 2a Stand der BDA-Liste: 2025-06-30 Name: Pfarrhof, Dechantshof GstNr.: 186/1 Pfarrhof Bergheim                                                                                           |
| ja   | Datei hochladen | Dekanatskirche hl. Georg HERIS-ID: 15035 Objekt-ID: 11273                                           | bei Pfarrweg 3 Standort KG: Bergheim I      | Einschiffiger Saalbau von 1695. Untergeschoß des Turmes der gotischen Vorkirche, mit Glockengeschoß von 1797/98 nach Plänen des Hofbaumeisters Wolfgang Hagenauer. Hochaltar von 1706/07 (Salzburger Altarbauer Lorenz Windbichler, Figuren Simon Fries). Seit 1812 Sitz eines Dekanats. | BDA-Hist.: Q18026894 Status: § 2a Stand der BDA-Liste: 2025-06-30 Name: Dekanatskirche hl. Georg GstNr.: .20 Pfarrkirche hl. Georg, Bergheim                                                                            |
| ja   | Datei hochladen | Friedhofskapelle hl. Laurentius HERIS-ID: 15036 Objekt-ID: 11274                                    | bei Pfarrweg 3 Standort KG: Bergheim I      | Kleiner, einschiffiger Raum in 3/8-Schluss, gotisch, 1520 geweiht. Altarbild Erzmärtyrer Laurentius des frühen 17. Jahrhunderts. Mehrere erwähnenswerte Grabsteine. Seit 1950 Kriegergedächtnisstätte. | BDA-Hist.: Q63986537 Status: § 2a Stand der BDA-Liste: 2025-06-30 Name: Friedhofskapelle hl. Laurentius GstNr.: .22 Friedhofskapelle hl. Laurentius, Bergheim                                                           |
| ja   | Datei hochladen | Anlage Maria Plain mit Kalvarienberganlage und Schmerzenskapelle HERIS-ID: 110721 Objekt-ID: 128442 | Plainbergweg 38 Standort KG: Bergheim I     | Barockes Bauensemble, von Erzbischof Max Gandolf von Kuenburg errichtet, Architekt Giovanni Antonio Dario. Wallfahrtsort des Gnadenbild Maria Plain (Maria Trost). Pfarr- und Wallfahrtskirche Mariä Himmelfahrt der 1670er, einschiffiger Bau mit zweitürmiger Fassade, vollständiges barockes Interieur der Erbauungszeit. Superioratsgebäude des ehemaligen Benediktinerklosters (heute Außenstelle Stift St. Peter) aus derselben Zeit, mit einem Saal mit Kassettendecke und originalem Kachelofen. Hl.-Grab-Kapelle 1693. Ursprungskapelle 1710. Schmerzenskapelle 1724–1734. Mehrere Bildstöcke eines Rosenkranz-Stationswegs von 1705, Originalbilder nicht erhalten (kommt aus der Stadt Salzburg, siehe Geheimnissäulen auf dem Weg nach Maria Plain). Weiterer 5-stationiger Kalvarienberg, spätes 17. Jahrhundert. Landschaftsschutzgebiet, auch zwei Naturdenkmäler (Linde bei der Plainkirche, Baumgruppe neben dem Gasthof Plainlinde). | BDA-Hist.: Q55723024 Status: § 2a Stand der BDA-Liste: 2025-06-30 Name: Anlage Maria Plain mit Kalvarienberganlage und Schmerzenskapelle GstNr.: .179, .182, .184, .185, .188, 1607, 1608, 1609, 1623, 1605 Maria Plain |
| ja   | Datei hochladen | Anlage ehem. Schloss Radeck mit Schlosskapelle HERIS-ID: 110723 Objekt-ID: 128444                   | Radeckerweg 5 Standort KG: Bergheim I       | → Hauptartikel : Schloss Radeck f1 | BDA-Hist.: Q1310566 Status: Bescheid Stand der BDA-Liste: 2025-06-30 Name: Anlage ehem. Schloss Radeck mit Schlosskapelle GstNr.: 1308/4 Schloss Radeck                                                                 |
| ja   | Datei hochladen | Wappensteine Erzbischof Paris Lodron HERIS-ID: 15038 Objekt-ID: 11276                               | Standort KG: Bergheim I                     | Die Brücke über die Fischach in Lengfelden wurde 1635 durch Erzbischof Paris Lodron errichtet. 1963 wurde die Brücke abgetragen und 1964 durch eine neue ersetzt. Von der alten Brücke übriggeblieben sind die Wappensteine des Erzbischofs. | BDA-Hist.: Q37769415 Status: § 2a Stand der BDA-Liste: 2025-06-30 Name: Wappensteine Erzbischof Paris Lodron GstNr.: 1698/2                                                                                             |
| ja   | Datei hochladen | Römische Villa Kerath HERIS-ID: 17490 Objekt-ID: 13770                                              | Kerath Standort KG: Voggenberg              | Die Grabungsstelle wurde wieder zugeschüttet und ist heute von Wald überwuchert. Unmittelbar neben der Abzweigung nach Kerath liegt ein kleiner Teich. | BDA-Hist.: Q37839805 Status: Bescheid Stand der BDA-Liste: 2025-06-30 Name: Römische Villa Kerath GstNr.: 1291, 1300, 1290                                                                                              |
| ja   | Datei hochladen | Hofkapelle des Korbergutes HERIS-ID: 15089 Objekt-ID: 11327                                         | Korbweg 2 Standort KG: Voggenberg           | Der rechteckige Bau mit Walmdach und einem Vordach im Osten ist mit 1830 bezeichnet. | BDA-Hist.: Q37769929 Status: Bescheid Stand der BDA-Liste: 2025-06-30 Name: Hofkapelle des Korbergutes GstNr.: 1236/1 Hofkapelle des Korbergutes, Bergheim                                                              |